# Craig Pruess
Craig Pruess (White Plains, NY, 1950) es  un compositor americano, músico y productor discográfico que reside en Gran Bretaña desde 1973.

## Biografía
Su carrera ha cubierto diversas áreas, incluyendo: producción discográfica para estrellas internacionales como Anu Malik, Sir Cliff Richard, Sarah Brightman, Sheila Walsh (cuyo primer álbum, "War of Love" fue producido y arreglado por Craig y fue nominado para un premio Grammy en 1983); arreglos musicales para Massive Attack, Def Leppard, Bond; música de banda sonora de películas (Bride & Prejudice, Bend It Like Beckham, It's a Wonderful Afterlife, What's Cooking ?, Bhaji on the Beach); 
Productor de música a nivel mundial (tocando el sitar, los teclados y la percusión africana) y organizador conciertos internacionales con Massive Attack, Katie Melua, Manic Street Preachers, Def Leppard y Pascal Obispo; música para televisión ("Peak Practice", Sue Lawley Show, Rich Deceiver, ZigZag Kenya, Samson Superslug) y también arreglos, trabajos de sitar y diseño de sonido (para compositores tan conocidos como Danny Elfman, Gabriel Yared, Patrick Doyle, Carl Davis, John Altman, Rachel Portman y George Fenton); publicidad televisiva y cinematográfica / música corporativa (más de 300 comerciales hasta la fecha); conferencias y enseñanza; conciertos (solo y con sus propios conjuntos, pero también con Mike Oldfield para el estreno mundial de "Tubular Bells II", septiembre de 1992, en el Castillo de Edimburgo); ingeniería de sonido, sintetizador y programación musical por computadora, diseño de sonido e innovaciones tecnológicas musicales.
Craig fue nominado para el Premio de la Academia Británica (British Academy Award) en 2010 por la serie dramática de la BBC "Moses Jones", sobre músicos ugandeses que luchan por sobrevivir en Londres, cuyas disputas tribales en su país de origen se prolongan en las calles del moderno Londres. Este proyecto generó a su vez el proyecto Ganda Boys, que se ha convertido en una banda internacional de fusión, interpretación y grabación, con Craig en teclados, trompeta, guitarra, voz y percusión. Él es el compositor central de canciones con los Ganda Boys junto con sus colegas ugandeses, Denis Mugagga y Danial Sewagudde. La Reina de Uganda ha manifestado que los Ganda Boys están poniendo la música de Uganda en el mapa internacional con sus poderosas canciones y su gran sonido mundial.
Utilizando su conocimiento de la música de la India (ragas), Craig también actúa regularmente con su trío de fusión mundial, At-Ma, con el vocalista Russell Stone y el maestro de tabla, Tom Simenauer. Su música combina la delicadeza de las ragas indias con cantos fascinantes en una fusión creativa de estilos vocales sufíes, chamánicos y africanos. 

## Discografía
(como artista/productor/arreglista/músico/intérprete)
- Cain! (1976)
- Visitor 2035 (1978) - Hansa/Ariola (album)
- Widor's Tocatta (1978) - Hansa/Ariola (sencillo)
- Tocatta & Fugue in D minor (1978) - Hansa/Ariola (sencillo)
- Moving in the Direction of Love (1978) - Hansa/Ariola (sencillo)
- Happy Together (1979) - Hansa/Ariola (sencillo)
- Too Beautiful to Cry (1983) - EMI Records (sencillo)
- The Eye of Jupiter (1988)
- Through the Ages (1992)
- Welcome Home (1994)
- Terracotta (1996)
- Sacred Chants of Shiva (1997)
- Earth Dancer (1999)
- Sacred Chants of Buddha (2000)
- Sacred Chants of Rama (2001)
- Temple of Spice (2002)
- 108 Sacred Names of Mother Divine (2003)
- Language of Love (2003)
- Jupiter/Pictures (2003)
- Tribal Drums at Avebury (2006)
- Guided Meditation (2007)
- At-Ma - City in the Sky (2007)
- Angel of the Earth (2008)
- The War of Love - Ganda Boys (2009)
- Sacred Chants Of Shakti (2012)
- Africa - Ganda Boys (2012)
- Sacred Chants of the Sikhs (2013)
- The Legend of Leela (2014)
- Mountains of the Moon - Ganda Boys (2015)
- Sacred Chants of the Gayatri (2016)
- Light Language Attunement (2017)

(como productor/arreglista para otros artistas)
- Cliff Richard - álbumes: Now You See Me and Silver; sencillos: "The Only Way Out", "Where Do We Go From Here", "Little Town", "Ocean Deep", "Drifting" (with Sheila Walsh)
- Sheila Walsh - álbumes: War of Love, Triumph in the Air, Don't Hide Your Heart, sencillos: "Turn, Turn, Turn", "Drifting" (with Cliff Richard)
- Marietta Parfitt - sencillo: "Do You Wanna Dance" (with Rick Parfitt)
- Aleksander Mecek - album: Silent Witness
- Anu Malik - album: Eyes
- Paul Sylvan - álbumes: Silent Witness, Love Always Listens
- Deepa Nair - álbumes: Into the Light
- Alycia Lang - álbumes: She Do That

(como arreglista para otros artistas)
- Sylvia Love - sencillos: "Instant Love" and "Extraterrestrial Lover" (1979), "Ultralife" (2012)* (synthesizer, keyboards, arranger)  (*record producer/engineer/mixer)
- Massive Attack - album: 100th Window (strings, orchestral conductor, plays sitar)
- Def Leppard - album track: "Turn to Dust" from the album Slang (strings, conductor, Indian percussion)
- Bond - album tracks: "Shine", "Fuego" from the album Shine (strings, conductor, plays sitar, swaramandala)

(como músico/intérprete para otros artistas)
- Massive Attack - 100th Window (sitar) 3 tracks orchestral string arrangements (conductor)
- Katie Melua - "Halfway Up the Hindu Kush" from the album Piece by Piece (sitar)
- Manic Street Preachers - "Tsunami" from the album This Is My Truth Tell Me Yours (sitar)
- Joe Cocker - "Let It Be" (synthesiser lead solo)
- Sarah Brightman - "I Fell in Love with a Starship Trooper" (keyboards and electronics)
- Mike Oldfield - "Tubular Bells II" (world premier concert DVD)
- Gareth Gates - "Spirit in the Sky" (sitar solo)
- A Little Princess - film and CD sound track (sitar)
- The Guru - film and CD sound track (sitar)
- The Next Best Thing - film and CD sound track (sitar)
- Charlie & the Chocolate Factory - film and CD sound track (sitar, swaramandala, tambura)
- Harry Potter & the Goblet of Fire - film and CD sound track (sitar solo)
- Danny the Dog (Unleashed) - film and CD soundtrack (orchestral conductor, string arrangements, synth programmer - for Massive Attack)

(como compositor para películas - álbumes de bandas sonoras)
- Bhaji on the Beach (1993)
- What's Cooking? (2000)
- Bend It Like Beckham (2002)
- Bodas y prejuicios (Bride & Prejudice, 2004)
- It's a Wonderful Afterlife (2010)

(como escritor/compositor para otros artistas)
- "Young Americans Talking" - David Van Day
- "Superhero" - David Reilly
- "Red Desert", "Nataraj Express" - James Asher
- "Earth Tribe Transmission" - Ben Waters/World Chill Boogie project
- "When We Search For Beauty", "These Words", "There's a Book" - Alycia Lang
- "The Rules Don't Apply to You" - Relaxed Willy
- "Silver's Home Tonight" - Cliff Richard (Silver album, 1983)
- "Two Worlds" - Cliff Richard, bonus track on 1999 single "The Millennium Prayer"
- 8 tracks on At-Ma's "City in the Sky" album 2008
- over 20 tracks with the Ganda Boys, spanning 2 albums, 2008 to 2012

## Filmografía
- Bhaji on the Beach (1993)
- Bombay Brownwash (1993)
- What Do You Call an Indian Woman Who's Funny (1994)
- Samson Superslug (1994) ITV series
- Zigzag Kenya (1994) BBC-TV
- Rich Deceiver (1995) (BBC-TV drama series, 2 parts)
- What's Cooking? (2000)
- Bend It Like Beckham (2002)
- Peak Practice (52 episodes, 1999–2003)
- The Calligrapher (2004)
- Out of Blue (2003) - installation film
- Bride & Prejudice (2004)
- The Mistress of Spices (2005)
- Jane Hall (2006) - ITV
- Scream of the Ants (2006) film
- Gold Diggers (2007) Discovery Channel documentary
- Waiting (2007) - installation film for the Turner Prize
- Moses Jones (2008) - BBC-TV drama series
- It's a Wonderful Afterlife - (2009) feature film
- Five Days II - (2010) BBC-TV drama series
- Yellow Patch (2012) - installation film

## Enlaces relacionados
- Ganda Boys